# Hüsnüşah Hatun
Hüsnüşah Hatun (cca 1454? Karaman – cca 1513? Bursa) byla konkubína osmanského sultána Bájezída II.

## Život
Narodila se okolo roku 1454, jejím otcem byl Nasuh Bey. Bájezíd byl ještě princem a guvernérem Amasye, když mu porodila v roce 1474 syna Şehzade Şehinşaha a později princeznu Sultanzade Sultan. 
Podle tureckých tradic museli všichni princové pracovat jako guvernéři provincií, aby byli připraveni na vládu. V roce 1481 byl její syn poslán do Manisy a o dva roky později do Karamanu, kam ho doprovázela. V roce 1490 necala vybudovat mešitu v Manise. Po smrti jejího syna v roce 1511 se přestěhovala do Bursy. Často korespondovala se sultánem Selimem I., bratrem jejího syna, který zvítězil v boji o osmanský trůn. 
Je pohřbena v komplexu Muradiye v Burse. 